# Manoir de Boisorcant
Le manoir de Boisorcant ou château du Bois Orcan st une demeure qui se dresse sur la commune française de Noyal-sur-Vilaine dans le département d’Ille-et-Vilaine, en région Bretagne. Il abrite un musée consacré au sculpteur Étienne-Martin.

## Localisation
Le manoir se trouve au centre du département, à l'est de Rennes et au nord du territoire de la commune de Noyal-sur-Vilaine, dans le département français d’Ille-et-Vilaine.

## Historique
Ce manoir fait partie des œuvres majeures de l'architecture manoriale en Ille-et-Vilaine.
Il tire son nom de la famille Orcant qui posséda le manoir jusqu'en 1398. Le logis du XVe siècle est acheté puis mis au goût du jour, vers 1490, par Julien Thierry, maître des monnaies de Bretagne et argentier du duc François II. Puis à son fils Michel receveur des Fouages, argentier de la reine Anne de Bretagne, anobli en 1500. Julien Thierry, grand bourgeois de Rennes, homme fortuné, a acheté la seigneurie du Boisorcant en 1475 à la famille du Pé, successeurs par alliance des Orcant. En 1583, la seigneurie est élevée au rang de châtellenie et la résidence se pare du nom de « château » en 1692. Le manoir passa par alliance à la famille d'Angennes, baron puis marquis de Poigny jusqu'en 1660.

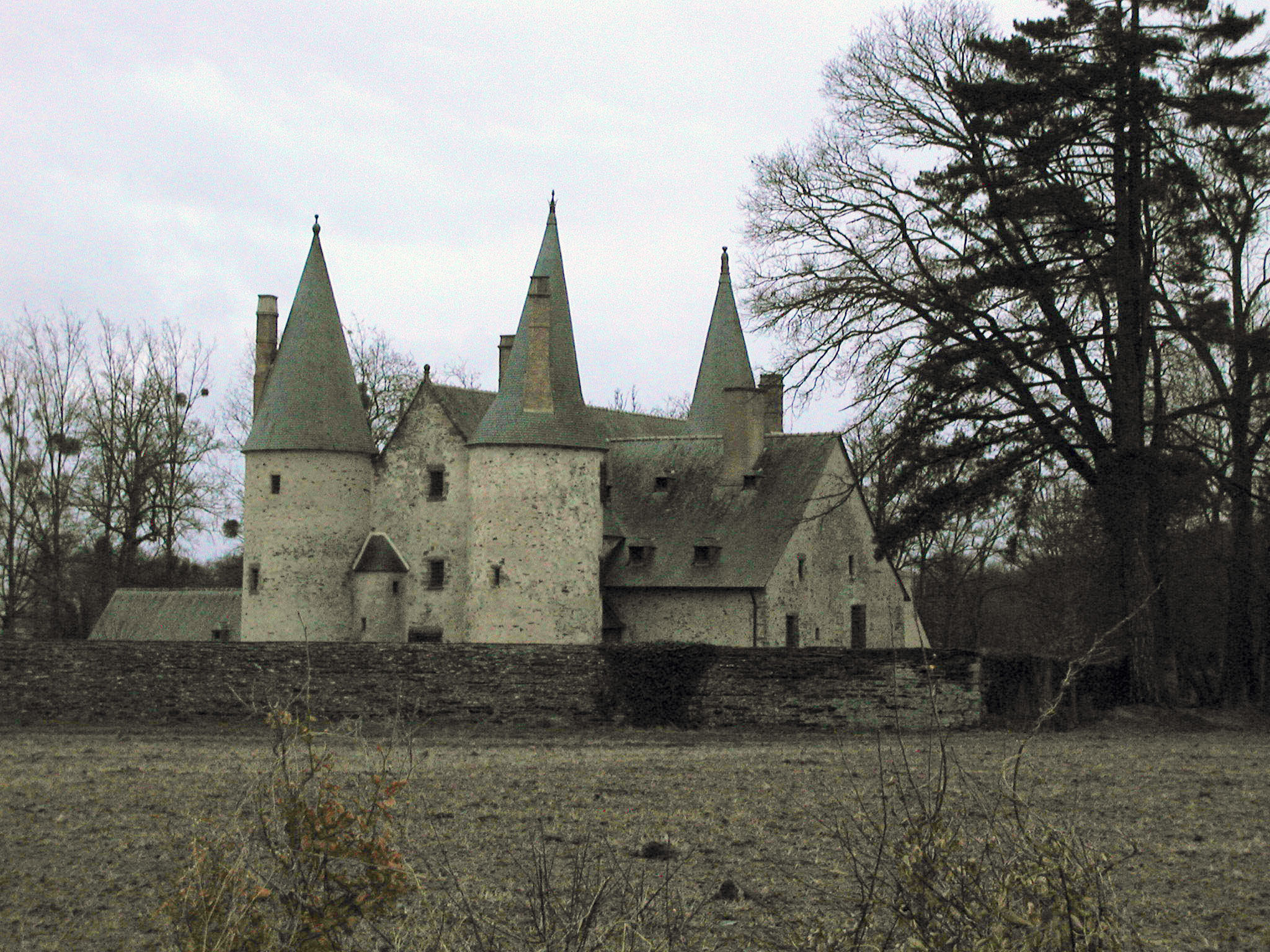
Le corps principal du château avant restauration.

Le château a été complètement restauré au cours des années 1990 par l'entreprise Joubrel, restauration encore en cours aujourd'hui[Quand ?]. Ces travaux ont permis de réhabiliter, entre autres, la hauteur d'origine des tours et des lucarnes. Cette demeure seigneuriale expose des collections de meubles et d’objets du Moyen Âge, témoins de l’art de vivre au temps de Charles VIII et d’Anne de Bretagne.
Le parc accueille un centre d'exposition d'art contemporain, l’Athanor, musée consacré au sculpteur français Étienne-Martin (1913-1995). Créé avec l’artiste sur un site de trois hectares, le musée conserve une collection de ses bois originaux et le parc expose ses sculptures monumentales.
Il est inscrit au titre des monuments historiques par arrêté du 7 octobre 1931, puis classé par arrêté du 10 septembre 1987 avec sa chapelle, ses douves et la cour. L’ensemble de domaine a été inscrit par arrêté du 17 octobre 1994,,.

## Description
Le manoir de Boisorcant date du XVe siècle. Sur sa cheminée d'époque, un décor peint au XVIIe siècle représente le manoir dans son environnement de bois et d'avenues plantées.
À la fin du XIVe siècle, le manoir est cité dans les textes comme « masure » ou « herbergement » ; en 1458 « salle » ; « manoir » dès les années 1460.
Sur le cadastre de 1850, il est représenté comme : vaste logis seigneurial, chapelle, communs, cour et jardin protégés par des douves liées à un lavoir. Au-delà de l'enclos, se dresse la métairie et ses dépendances entourées de grandes parcelles.
La chapelle est bâtie dans la cour.